# Kansbans
Kansbans o Kainsbans és un riu d'Orissa, al districte de Balasore. Neix prop d'Ambohatam i corre en direcció sud-est paral·lel a les muntanyes Nilgiri des del que rep diversos rierols. A Birpara es bifurca i la branca nord conserva el seu nom original fins a desaiguar a la mar al golf de Bengala, a 21° 12′ 25″ N, 86° 52′ 10″ E / 21.20694°N,86.86944°E al costat del port de Laichanpur. La branca sud agafa el nom de Gammai, i desaigua uns 10 km al sud de l'anterior, prop del port de Churaman.